# De geboorte van Christus (Campin)
De geboorte van Christus is een olieverfschilderij op paneel uit circa 1430 en behoort tot de werken die zijn gegroepeerd rond de noodnaam Meester van Flémalle. De consensus is dat deze meester geïdentificeerd kan worden met Robert Campin uit Doornik, hoewel zijn aandeel in de vervaardiging van deze werken omstreden is. Het is een belangrijk schilderij uit de begintijd van de Vlaamse Primitieven en rond dezelfde tijd ontstaan als het Lam Gods van Hubert en Jan van Eyck. Het wordt bewaard in het Musée des Beaux-Arts in Dijon.

## Toeschrijving
Traditioneel wordt De geboorte van Christus gerekend tot het oeuvre van de Meester van Flémalle. Intussen is duidelijk geworden dat de werken die vroeger aan de Meester van Flémalle werden toegeschreven, in feite een heterogene groep vormen waarvan de schilders afkomstig zijn uit verschillende ateliers en zelfs verschillende steden. Ook al is het waarschijnlijk dat de kern van de groep – zoals al lang wordt gedacht – inderdaad in het Doornikse atelier van Robert Campin is ontstaan, is het niet duidelijk welke werken Campin zelf heeft geschilderd. Door nadere studie en technisch onderzoek zijn veel werken toegewezen aan medewerkers en navolgers. De geboorte van Christus is een van de belangrijkste werken uit deze Flémalle-groep en een van de weinige die nog in aanmerking komen om tot de – in elk geval deels – eigenhandige werken van Robert Campin gerekend te kunnen worden. Het schilderij speelde een grote rol in het identificeren van Robert Campin als de "Meester van Flémalle". Het is namelijk overduidelijk nagevolgd in werken van Rogier van der Weyden en Jacques Daret, twee schilders die volgens de bronnen actief waren in het atelier van Robert Campin.

## Voorstelling

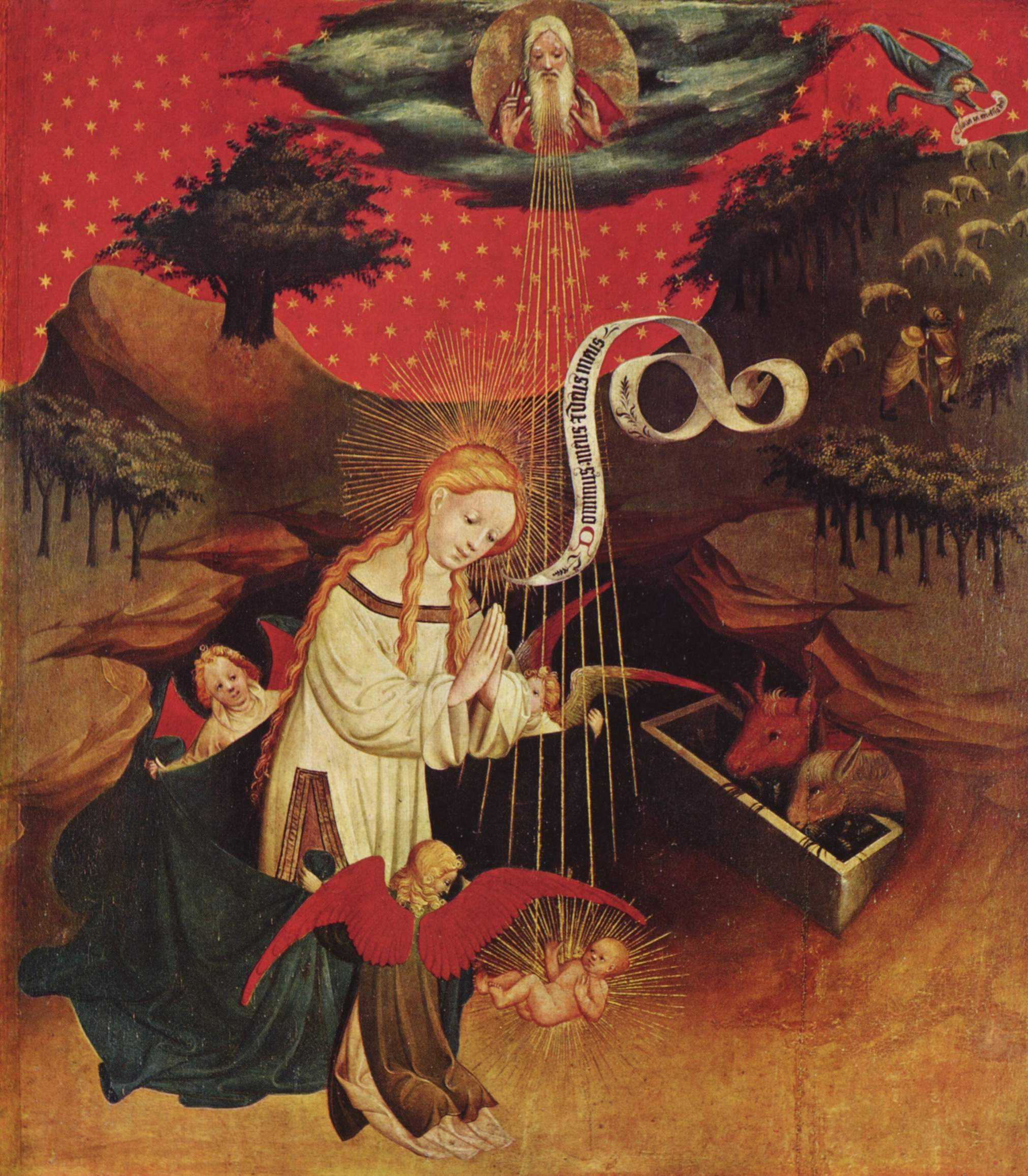
Een andere uitbeelding van het visioen van de heilige Birgitta, waarbij de geboorte plaatsvindt in een grot: Meester Francke, ca. 1426, Hamburger Kunsthalle

Het schilderij, dat de geboorte van Jezus in een stal in Bethlehem uitbeeldt, heeft een rijke iconografie waarin meerdere legendes en apocriefe verhalen verwerkt zijn. 
Centraal staat de aanbidding van het Christuskind door Maria en Jozef volgens de mystieke teksten van Pseudo-Bonaventura (circa 1300) en het visioen van de heilige Birgitta van Zweden, dat rond 1360-1370 werd opgetekend. Volgens Birgitta had Maria haar witte mantel afgelegd, viel haar gouden haar los over haar schouders en droeg ze alleen haar witte onderkleed. Ook op het schilderij is ze volledig in het wit, en niet in het blauw of rood zoals gewoonlijk, maar ze draagt nog wel haar mantel. Pseudo-Bonaventura en Birgitta beschrijven dat de geboorte van Jezus pijnloos en in een oogwenk verliep. Als bij toverslag verliet Jezus haar schoot en verscheen voor haar, "liggend op de grond, naakt en wonderschoon" (Birgitta: iacentem in terra nudum et nitidissimum). Birgitta beschreef hoe Christus een goddelijk licht uitstraalde (splendor divinus) dat het aardse licht (splendor materialis) volledig tenietdeed (totaliter adnihilaverat). Dit wordt op het schilderij gesymboliseerd door de kaars die Jozef in zijn hand houdt. Omdat het tijdens de geboorte nog nacht was, had Jozef een kaars meegebracht, maar die was na de geboorte van Christus nutteloos geworden. Een verschil met de beide teksten is dat de gebeurtenis niet in een grot plaatsvindt, maar in de traditionele stal met de os en de ezel.
Rechts is de legende van de vroedvrouwen uitgebeeld. Het verhaal, dat afkomstig is uit de apocriefe evangeliën, raakte vooral bekend door de Legenda aurea. Na de aankomst in Bethlehem, ging Jozef twee vroedvrouwen halen om te helpen bij de bevalling, maar toen hij met ze terugkeerde was Jezus al geboren en zat Maria in aanbidding voor hem. De ene vroedvrouw geloofde meteen in de maagdelijke geboorte, maar de andere wilde zelf controleren of Maria nog maagd was. Als straf hiervoor raakte haar hand verlamd. Vervolgens raakte ze op advies van een engel het pasgeboren kind aan, waardoor haar hand werd genezen. De banderollen of fylactères geven als in een stripverhaal weer wat de figuren zeggen, waarbij ook (in rood) hun namen worden vermeld. De vroedvrouw rechtsonder, die op de rug wordt gezien, genaamd Azel, zegt: Virgo peperit filium. ("De Maagd heeft een zoon gebaard.") De andere, genaamd Salome, zegt: (Nullum) credam quin probavero. ("Ik geloof alleen wat ik gecontroleerd heb.") De witte engel zegt tegen Salome: Tange puerum et sanaberis. ("Raak het Kind aan en je zult genezen worden.") Het verhaal van de vroedvrouwen is door de Vlaamse Primitieven weinig uitgebeeld. Alleen Jacques Daret gaf ze in navolging van Campin een even prominente plek op zijn schilderij. Hugo van der Goes lijkt er op zijn Portinari-altaar indirect naar te verwijzen met de twee vrouwen die op de achtergrond weglopen.
Links, als een schilderij in een schilderij, staan de herders in de deuropening van de stal, terwijl boven hen de engelen zingen, zoals verhaald in het evangelie volgens Lucas: Gloria in exelsis Deo et in terra (pax homini)bus bone vol(untatis). Op de zoom van Maria's mantel is de tekst van het Salve Regina geborduurd: SALVE REGIN(A) / (MATER MISERICOR)DIE V(I)TA DULCEDO ET SPES NOSTRA SALVE AD TE CLA(MAMU)S EXULES FILII EVE AD TE SUSPIRAMUS GEMENTES ET FLENTES IN HAC LACR(IMARUM VALLE).
Op de achtergrond verrijst de zon als Sol invictus, het symbool van het nieuwe licht dat over de aarde schijnt en de winter verdrijft. De takken zijn nog kaal, maar de sneeuw is al verdwenen. Ook de lange schaduwen benadrukken het aanbreken van de nieuwe tijd.

## Stijl en techniek

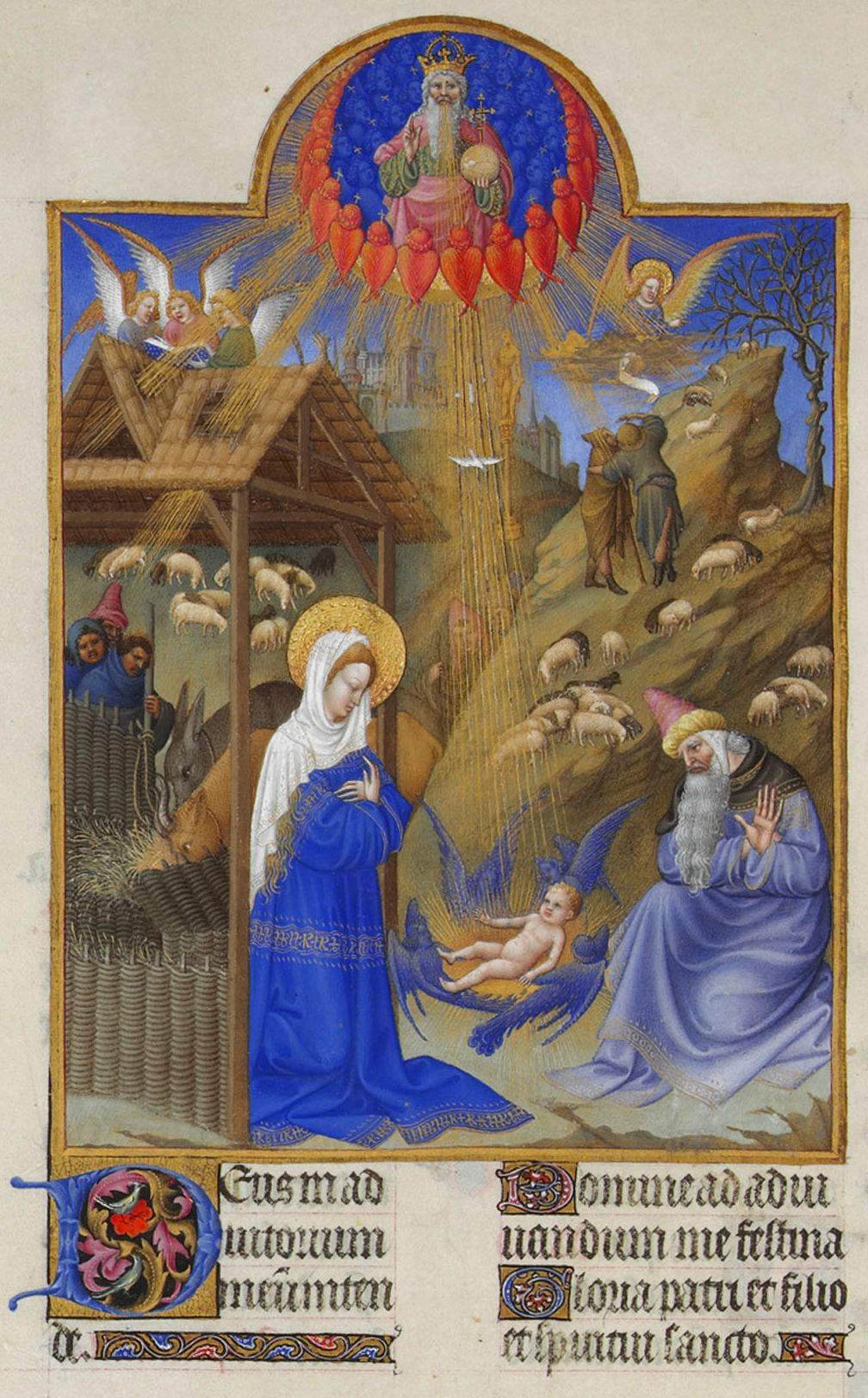
Een van de voorbeelden voor het schilderij: Gebroeders van Limburg, De geboorte van Christus, Les Très Riches Heures du duc de Berry, fol. 44v

In het werk komen de Zuid-Nederlandse tradities van paneelschilderkunst en boekverluchting samen. De monumentale figuren die een reliëf-achtige groep vormen, zijn nauw verwant aan andere schilderijen die tot de Flémalle-groep worden gerekend. De vrouw die op de rug wordt gezien en de Maria met haar loshangende haren, komen ook voor de vroegere werken uit circa 1410-1420. De juwelen aan de kleding van Salome zijn op dezelfde manier geschilderd als die van de heilige Veronica op de Flémalle-panelen. In het bijzonder Jozef lijkt sprekend op de Jozef in de timmerwerkplaats van op het rechterluik van het Mérode-altaarstuk. Verder zijn er ook overeenkomsten met het werk van de vorige generaties. Zo borduurt de weergave van het schemerige interieur van de stal voort op het werk van Melchior Broederlam.
De voorstelling op de voorgrond contrasteert met het weidse landschap en de blauwe wolkenhemel op de achtergrond waarin optische effecten een grote rol spelen en gebruikt wordt gemaakt van de nieuwe ontwikkelingen in de miniatuurschilderkunst vanaf circa 1390, in het bijzonder in het werk van Jacquemart de Hesdin, de Boucicaut-meester, de gebroeders Van Limburg en Jan van Eyck. In andere werken in de Flémalle-groep, zoals de Seilern-triptiek en het fragment met de gekruisigde dief, is de achtergrond uitgevoerd in bladgoud, zoals in de 14e eeuw gebruikelijk was.
Het schilderij is een overgangswerk waarin traditionele elementen die hierna snel verouderd raakten – de overhoeks geplaatste stal, de banderollen en het naast elkaar plaatsen van verschillende scènes – worden gecombineerd met motieven uit de boekverluchting van rond 1400 (zoals de opgaande zon van de Boucicaut-meester, die nog deels met bladgoud is uitgevoerd, en de omgekrulde bergtoppen in de trant van Jacquemart de Hesdin) en met de nieuwe optische effecten die geperfectioneerd werden door Jan van Eyck en die hier uitgewerkt zijn tot een stadsgezicht met blauwe hemel, weerspiegelend water en slagschaduwen. Mede door de onzekerheid over de datering is de exacte relatie tussen dit schilderij en het werk van Jan van Eyck onduidelijk.

## Navolging
Het schilderij is nagevolgd door twee leerlingen van Robert Campin: Jacques Daret en Rogier van der Weyden. De versie van Jacques Daret sluit nauw aan bij die van Campin, terwijl Rogier van der Weyden er met zijn Bladelintriptiek een vrijere, meer ingetogen interpretatie aan gaf. Hij liet de vroedvrouwen weg en verving ze door de opdrachtgever. Rogier van der Weyden volgde als enige de beschrijving van Maria die haar mantel had afgelegd en alleen haar witte onderkleed droeg, ook al is bij hem haar mantel zoals gewoonlijk blauw en niet wit. Dat hij zich wel degelijk liet inspireren door het oudere werk blijkt onder andere uit de kaars die Jozef in zijn handen houdt, en vooral de weergave van de stal. De overhoekse oriëntatie ervan – een techniek die teruggaat tot Giotto – was intussen verouderd en is uniek in zijn oeuvre. In de tijd waarin Rogiers werk ontstond, was het gebruikelijk om gebouwen en interieurs parallel aan het beeldvlak te plaatsen. Het middenpaneel van het Portinari-altaar van Hugo van der Goes is eveneens een uitbeelding van het visioen van de heilige Birgitta, waarbij hij elementen uit de versie van Rogier van der Weyden heeft overgenomen, zoals de zuil op de voorgrond waartegen de vermoeide Maria steun zocht toen ze moest bevallen, en die volgens de legende dezelfde zuil was waaraan Christus werd gegeseld voorafgaand aan zijn kruisiging.

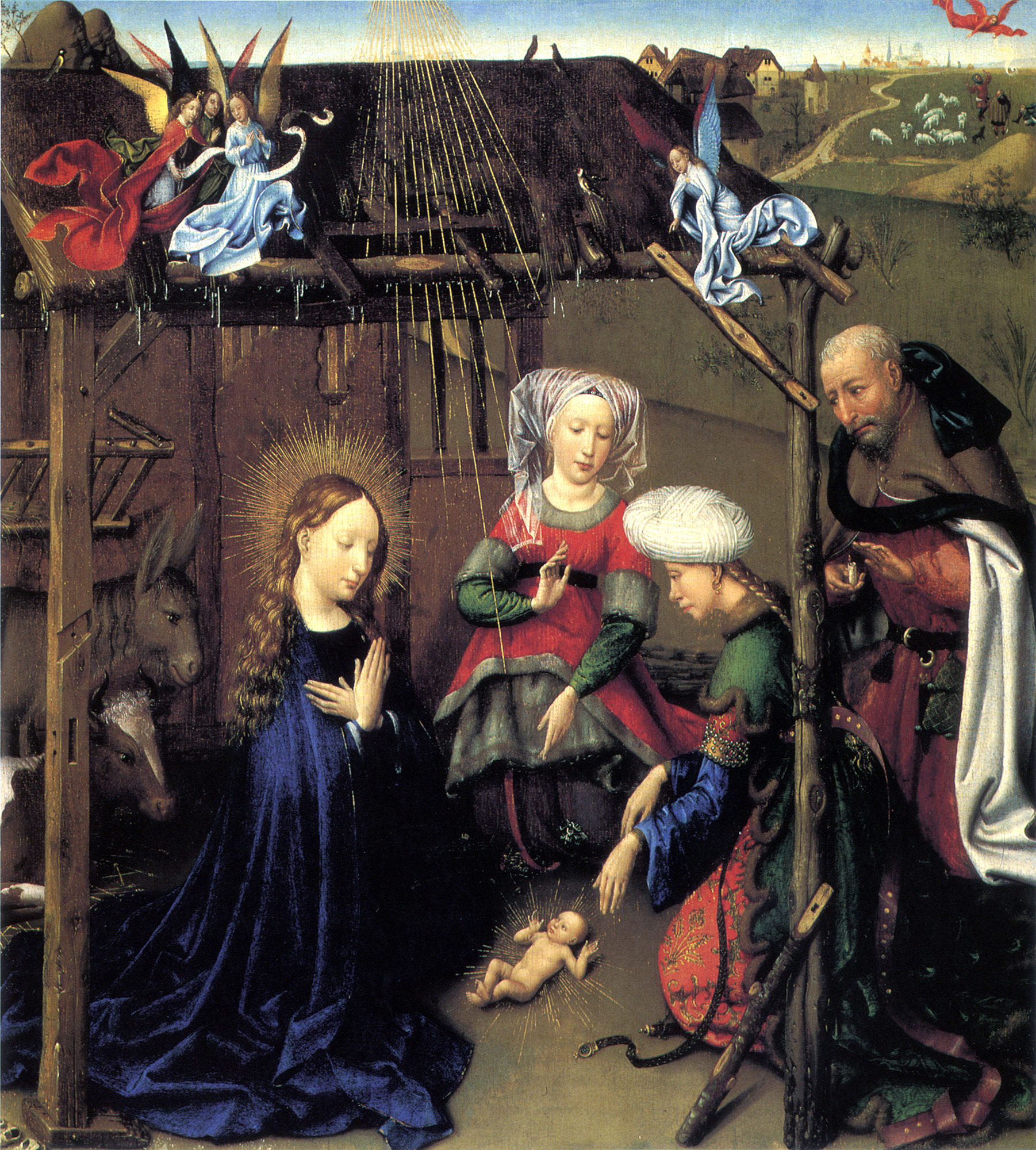
Jacques Daret, De geboorte van Christus, 1434-1435, Madrid, Museo Thyssen-Bornemisza
Rogier van der Weyden, Bladelintriptiek (middenpaneel)
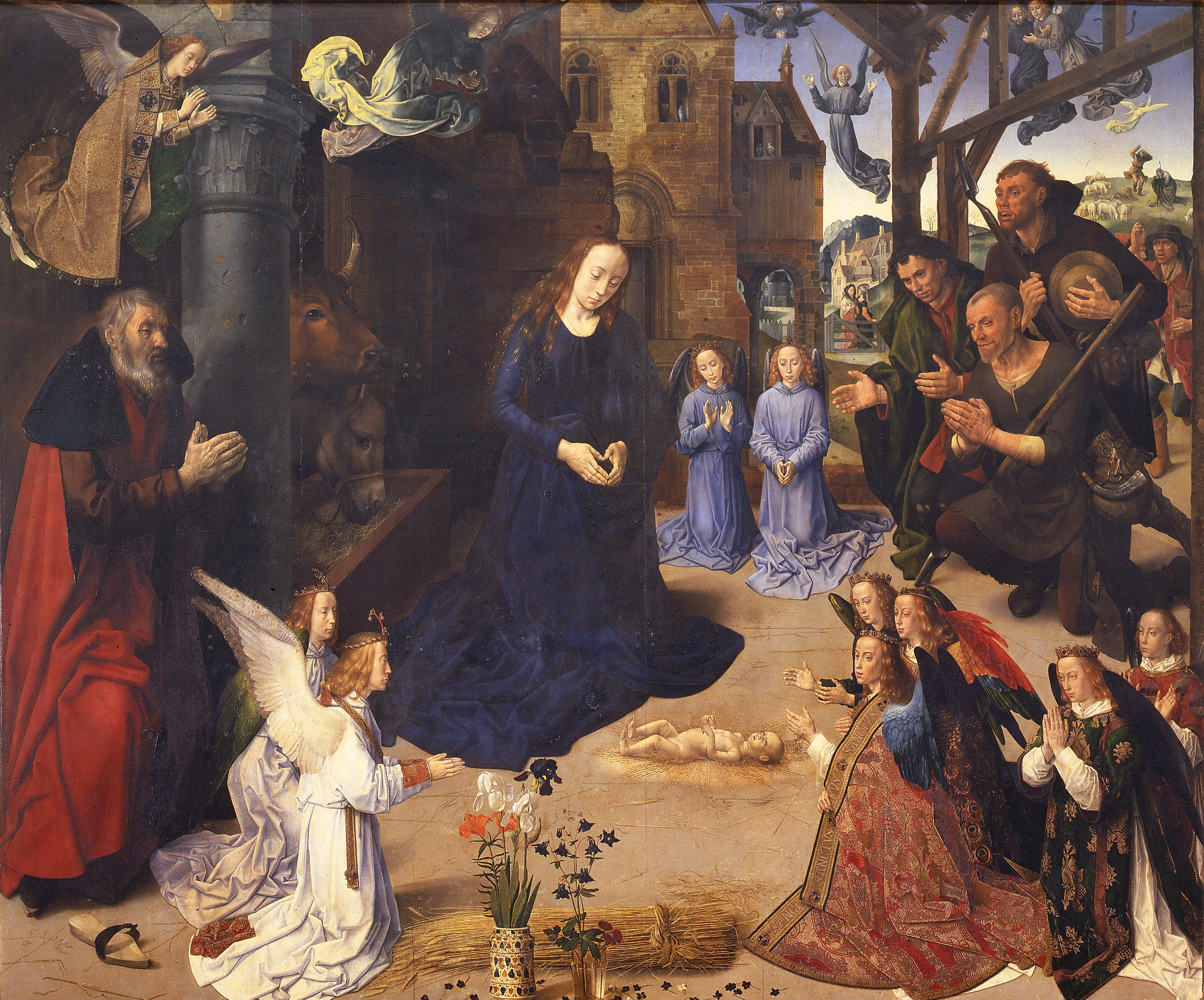
Hugo van der Goes, Portinari-altaar

## Herkomst
Het schilderij werd door Arnaud Père in 1828 aangekocht voor het Musée des Beaux-Arts in Dijon. De herkomst is onzeker. Mogelijk werd het gemaakt voor het kartuizerklooster Champmol bij Dijon, de hoofdplaats van het Hertogdom Bourgondië, maar hiervoor bestaat geen bewijs.